# Hypselodelphys triangularis
Hypselodelphys triangularis är en strimbladsväxtart som beskrevs av Jongkind. Hypselodelphys triangularis ingår i släktet Hypselodelphys och familjen strimbladsväxter. Inga underarter finns listade.